# El Quinto Elemento (videojuego)
El Quinto Elemento  es un videojuego basado en la película homónima. Fue lanzado el 23 de septiembre de 1998 por Hudson en Japón, el 30 de septiembre por Activision en América del Norte y en octubre en Europa y para el sistema operativo Windows.
En el juego, el jugador  toma el rol de  Leeloo y de Korben, peleando contra la policía, los mangalores, así como contra well as Zorg y sus sicarios. Tiene 16 niveles. Algunas escenas de la película pueden verse después de completar ciertos niveles.
El juego recibió críticas generalmente negativas. GameSpot le dio un 2.4 de 10, con el crítico comentando: "Posiblemente el peor juego que he jugado". Game Revolution le dio una calificación de "F"  por: " Diseño de niveles pobre... rompecabezas aburridos...simplemente no tiene fin,  pero no puedo seguir más. Permítanme resumir diciendo que  El Quinto Elemento  no es divertido  de jugar. Ni siquiera un poco." IGN le dio un 5.0 de 10, diciendo: "Con todo y todo, este juego de aventura / acción hace  lo mismo  que todos los otros juegos del género, pero no de una manera mejor."